# Alexander von Schade

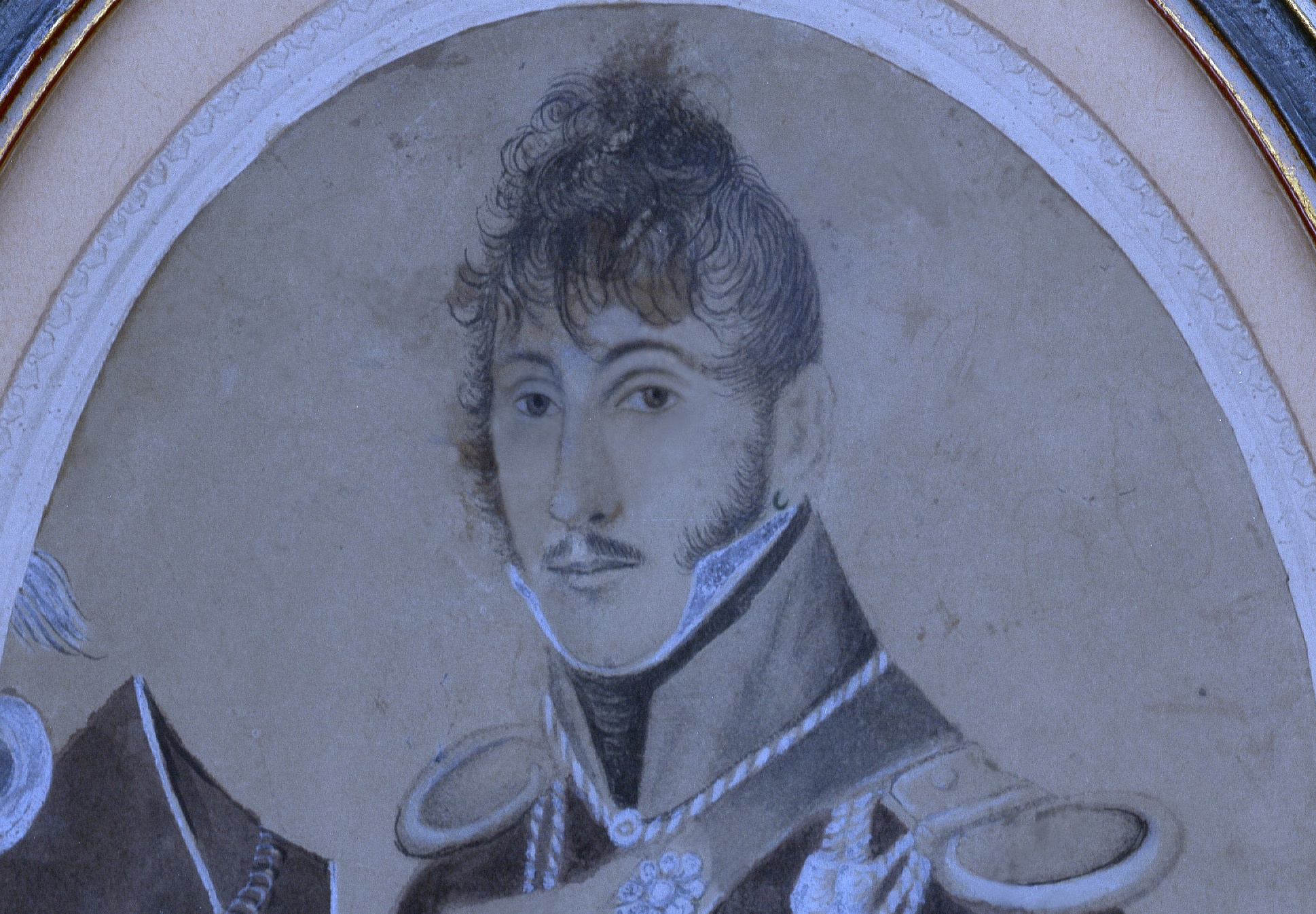
Alexander von Schade

Karl August Alexander von Schade (* 5. Februar 1781 in Kleinliebringen; † 23. April 1854 in Kleinliebringen) war russischer Rittmeister und Landtagsabgeordneter im Landtag von Schwarzburg-Rudolstadt sowie Besitzer des Ritterguts auf Kleinliebringen.
Er stammte aus dem Erfurter Patriziergeschlecht Schad / Schade und war das siebente Kind des Oberstleutnants Christian Friedrich von Schade (1738–1821) und der Charlotte Sophie Wilhelmine geb. von Wurmb (1744–1789).
1824 heiratete er Natalie Ernestine Friederike Caroline geb. von Schade (1805–1842). Aus dieser Ehe gingen vier Kinder hervor.
Während der Befreiungskriege war er Leutnant in der Russisch-Deutschen Legion und trat 1814 in russische Dienste. Am Ende seiner Laufbahn war er Rittmeister.
Von 1830 bis 1848 war er gewählter Landtagsabgeordneter für den Wahlkreis Oberherrschaft im Landtag von Schwarzburg-Rudolstadt.